# Liste der Monuments historiques in Captieux
Die Liste der Monuments historiques in Captieux führt die Monuments historiques in der französischen Gemeinde Captieux auf.

## Liste der Objekte
| Bezeichnung                             | Beschreibung    | Standort                       | Kennzeichnung | Schutzstatus | Datum | Bild |
| --------------------------------------- | --------------- | ------------------------------ | ------------- | ------------ | ----- | ---- |
| Ölgemälde Heiliger Blaise als Bischof   | 18. Jahrhundert | in der Kirche St-Martin (Lage) | PM33001823    | Inscrit      | 2000  |      |
| Gemälde Christus, Maria und ein Bischof | 17. Jahrhundert | in der Kirche St-Martin (Lage) | PM33001825    | Inscrit      | 2000  |      |
| Ölgemälde Verspottung Christi           | 17. Jahrhundert | in der Kirche St-Martin (Lage) | PM33001824    | Inscrit      | 2000  |      |
| Ölgemälde Mariä Himmelfahrt             | 18. Jahrhundert | in der Kirche St-Martin (Lage) | PM33001826    | Inscrit      | 2000  |      |